# オーウェン・ハーグリーヴス
オーウェン・リー・ハーグリーヴス（英語: Owen Lee Hargreaves、1981年1月20日 - ）は、カナダ・アルバータ州カルガリー出身の元イングランド代表のサッカー選手。ポジションはミッドフィールダー。
ジョー・ベイカー以来史上二人目のイングランドでプレーせずにイングランド代表になったサッカー選手である。

## クラブ経歴
ボルトン・ワンダラーズFCの下部組織でサッカー経験のあるイングランド人の父親とウェールズ人の母親の下、カナダに生まれる。
カナダのクラブチームでのプレーを経て、1997年にドイツ・ブンデスリーガのバイエルン・ミュンヘンに入団。当時の監督オットマー・ヒッツフェルトに重用され2000-01シーズン、UEFAチャンピオンズリーグ準決勝第2戦で出場停止のシュテファン・エッフェンベルクの代役として出場し、一躍注目を浴びる。翌2001-02シーズンには早くもレギュラーを獲得し、以降地位を確立した。
バイエルン・ミュンヘンとの契約は2010年まで残っていたが、マンチェスター・ユナイテッドFCのアレックス・ファーガソン監督が以前からハーグリーヴスに獲得の意志を見せ、さらにハーグリーヴス自身も移籍願望を口にしていた。2007年5月31日、約1年にわたるバイエルン・ミュンヘンとマンチェスター・ユナイテッド間の交渉を経て、約1700万ポンドの移籍金で2007年7月1日にマンチェスター・ユナイテッドに移籍することを発表した。
2007-08シーズンはマンチェスター・シティFCとのマンチェスターダービーでプレミアリーグデビューを飾ると、3月1日のフルハム戦ではフリーキックを直接決めプレミアリーグ初ゴールを記録。そのユーティリティ性からさまざまなポジションを任され、チームのリーグ、CL制覇に貢献した。
2008-09シーズンは膝の度重なる怪我に悩まされ、9月に戦線離脱。11月には右膝、翌2009年1月には左膝の手術を行った。以降も復帰が近づくたびに故障を再発し、2009-2010年シーズンの終盤、サンダーランドAFC戦の数分間のプレーでようやくグラウンドに帰ってきた。しかし、手術後初先発となった2010-2011年シーズンのウルヴァーハンプトン・ワンダラーズFC戦において、開始わずか10分でハムストリングを痛め負傷交代。マンチェスター・ユナイテッドFCでの公式戦出場はわずか39試合にとどまった。
その後マンUからフリートランファーとなり11-12シーズン、移籍期間終了直前にライバルクラブのマンチェスター・シティFCに移籍した。シティでのリーグデビューは10月15日にホームで行われたアストン・ヴィラ戦である。4-1と大きくリードした後半32分にアダム・ジョンソンと交代し出場。僅かな時間ながら約1年ぶりのピッチを踏みしめた。マンチェスター・シティとの契約終了後、クイーンズ・パーク・レンジャーズFCでトレーニングを行っていたがクラブとの契約は無く、現役を引退。

## 代表経歴
ウェールズ人の母とイギリス人の父の間にカナダで生まれたハーグリーヴスは、イングランド、ウェールズ、カナダのいずれかの国で代表選手としてプレーする資格を持っていた。 ハーグリーヴスがイングランドでプレーすることを選んだことで、カナダのサッカーファンの怒りを買った。 あるファンサイトでは、2010年にバンクーバー・ホワイトキャップスがハーグリーヴスに声をかけた後、MLSに所属するカナダの3チーム（モントリオール・インパクト、トロントFC、バンクーバー・ホワイトキャップス）がハーグリーヴスと契約しないことを要求するほどだった
。
イングランド代表デビューは2001年8月15日のオランダ戦。その後代表にはコンスタントに招集され、2002年ワールドカップ、EURO2004、2006年ワールドカップにも出場を果たしている。

## エピソード
- バイエルン・ミュンヘンの現在のホームスタジアム、アリアンツ・アレーナにおけるリーグ戦での初得点を記録した[11]。なお、アリアンツ・アレーナにおける公式の初得点は、当時TSV1860ミュンヘンに所属していたPパトリック・ミルヒラウムである[12][13]。

## 代表歴

### 出場大会
- イングランド代表
  - 2002 FIFAワールドカップ (ベスト8)
  - 2006 FIFAワールドカップ (ベスト8)

### 試合数
- 国際Aマッチ 42試合 0得点（2001年-2008年）[14]

| イングランド代表 | 国際Aマッチ | 国際Aマッチ |
| 年               | 出場        | 得点        |
| ---------------- | ----------- | ----------- |
| 2001             | 2           | 0           |
| 2002             | 8           | 0           |
| 2003             | 5           | 0           |
| 2004             | 9           | 0           |
| 2005             | 5           | 0           |
| 2006             | 8           | 0           |
| 2007             | 2           | 0           |
| 2008             | 3           | 0           |
| 通算             | 42          | 0           |

## 獲得タイトル

### クラブ
バイエルン・ミュンヘン
- ドイツ・ブンデスリーガ : 2000-01, 2002-03, 2004-05, 2005-06
- DFBポカール : 2002-03, 2004-05, 2005-06
- DFLリーガポカール : 2004
- UEFAチャンピオンズリーグ : 2000-01
- インターコンチネンタルカップ : 2001

マンチェスター・ユナイテッド
- プレミアリーグ : 2007-08 ,2008-09,2010-11
- UEFAチャンピオンズリーグ : 2007-08

マンチェスター・シティ
- プレミアリーグ : 2011-12

### 個人
- ブラヴォー賞 : 2001
- U-21ヨーロッパ年間最優秀選手 : 2001
- イングランド年間最優秀選手 : 2006

## 外部サイト
- オーウェン・ハーグリーヴス - National-Football-Teams.com (英語)
- オーウェン・ハーグリーヴス - Soccerbase.comによる選手データ (英語)
- オーウェン・ハーグリーヴス - FootballDatabase.eu (英語)
- オーウェン・ハーグリーヴス - WorldFootball.net (英語)
- オーウェン・ハーグリーヴス - Transfermarkt.comによる選手データ (英語)
- オーウェン・ハーグリーヴス - FIFA主催大会成績 (英語)
- オーウェン・ハーグリーヴス - UEFA (英語)
- オーウェン・ハーグリーヴス - playmakerstats.com (英語)
- オーウェン・ハーグリーヴス - Fussballdaten.de (ドイツ語)
- オーウェン・ハーグリーヴス - BDFutbol.com (英語)
- owenhargreaves.de